# Karl-August Tiirmaa
Karl-August Tiirmaa (* 7. Juli 1989 in Võru) ist ein ehemaliger estnischer Nordischer Kombinierer, der vereinzelt auch als Skispringer aktiv war.

## Werdegang
Karl-August Tiirmaa gewinnt seit 2003 regelmäßig Medaillen bei den estnischen Meisterschaften im Skispringen. Bei Mannschaftswettbewerben geht er dabei zuletzt immer mit Artti Aigro und Mihkel Oja an den Start.
Sein internationales Debüt als Kombinierer gab er im Rahmen des B-Weltcups am 11. März 2006 in Vuokatti, wo er 47. wurde. Am 14. Januar 2007 debütierte er daraufhin im Rahmen eines Teamwettbewerbs in Lago di Tesero im Weltcup der Nordischen Kombination.
Am 31. Januar 2009 gelang es Tiirmaa beim Continental Cup in Titisee-Neustadt mit einem 23. Platz erstmals eine Top-30-Platzierung und damit seine ersten Punkte zu erreichen. Bei den Nordischen Junioren-Skiweltmeisterschaften 2009 in Štrbské Pleso erreichte er daraufhin im Gundersen-Einzel von der Normalschanze und über fünf Kilometer den 45. Platz und über zehn Kilometer den 34. Platz. Im Teamwettbewerb wurde er zusammen mit Kaarel Nurmsalu, Kail Piho und Tanel Levkoi Elfter. Bei den darauffolgenden Weltmeisterschaften 2009 in Liberec errang Tiirmaa in den Einzelwettbewerben die Plätze 55, 39 und 52 sowie im Teamwettbewerb zusammen mit Kail Piho, Kaarel Nurmsalu und Aldo Leetoja den neunten Platz. In den folgenden Jahren nahm er ebenfalls an den Weltmeisterschaften 2011 in Oslo, 2013 im Val di Fiemme, 2015 in Falun und 2017 in Lahti teil, erreichte in den Einzelwettbewerben jedoch jeweils Platzierungen jenseits der Top 30 sowie in den Mannschaftswettbewerben ebenfalls nur hintere Platzierungen.
2014 konnte sich Tiirmaa neben Ilves und Piho für die Olympischen Winterspiele 2014 in Sotschi qualifizieren. Er belegte Rang 44 im Wettbewerb von der Normalschanze und ebenfalls Rang 44 von der Großschanze.
Im Sommer 2016 trat er im Rahmen des FIS Cups letztmals international im Skispringen an. In der Nordischen Kombination blieb Tiirmaa noch bis März 2018 bei größeren Wettbewerben aktiv, u. a. trat er bei den Olympischen Winterspielen 2018 an.
Nach seiner Laufbahn war er zeitweise Trainer von Artti Aigro.

## Erfolge

### Weltcup-Platzierungen
| Saison  | Platz | Punkte |
| ------- | ----- | ------ |
| 2013/14 | 60.   | 018    |
| 2016/17 | 67.   | 001    |
| 2017/18 | 66.   | 006    |